# Degré (mathématiques)
Pour les articles homonymes, voir Degré.
De manière générale, un degré indique une quantité définie qui s'ajoute ou qui caractérise de façon discontinue un phénomène :
- on parle des degrés d'une échelle pour désigner les barreaux ou les marches (on monte d'une quantité donnée à chaque pas) ;
- on parle du degré d'un séisme pour désigner son intensité.

En relation avec ce concept décrivant le monde physique, les mathématiciens ont baptisé degré certaines caractéristiques d'objets issus de domaines très divers : algèbre, topologie, théorie des graphes, statistique…

## Degré en algèbre

### Degré d'un polynôme

#### À une indéterminée
Soit {\displaystyle A} un anneau. L'anneau des polynômes à une indéterminée sur {\displaystyle A} est {\displaystyle A[X]}, soit {\displaystyle P} un polynôme à coefficients dans {\displaystyle A}.
Le degré de {\displaystyle P}, noté {\displaystyle \deg(P)} ou {\displaystyle d^{\circ }(P)} est défini par :
- Si {\displaystyle P=0}, {\displaystyle \deg(P)=-\infty }
- Sinon, pour {\displaystyle P=a_{n}X^{n}+a_{n-1}X^{n-1}+...+a_{1}X+a_{0}}, on définit : {\displaystyle \deg(P)=\sup\{n\in \mathbb {N} ,a_{n}\neq 0\}}

Par exemple, {\displaystyle \deg(3X^{5}-2X^{4}+8X-2)=5}

#### En plusieurs indéterminées
Soient {\displaystyle A} un anneau et {\displaystyle n\in \mathbb {N} }. L'anneau des polynômes à {\displaystyle n} indéterminées sur {\displaystyle A} est {\displaystyle A[X_{1},X_{2},...,X_{n}]}
Le degré du polynôme nul est toujours {\displaystyle -\infty }.
Sinon on considère l'ensemble des « sommes des exposants des indéterminées » dans chaque terme. Le degré du polynôme est alors le plus grand élément de cet ensemble.
Par exemple : dans {\displaystyle A[X,Y],\deg(X^{2}Y^{2}+3X^{3}+4Y)=4}

### Degré d'une fraction rationnelle
Soit {\displaystyle A} un anneau commutatif, unitaire, intègre. Le corps des fractions rationnelles à une indéterminée sur {\displaystyle A} est {\displaystyle A(X)}.
Soit {\displaystyle F\in A(X)}. Il existe {\displaystyle N\in A[X]} et {\displaystyle D\in A[X]\setminus \{0\}} tel que {\displaystyle F={\tfrac {N}{D}}}.
La grandeur {\displaystyle \deg(N)-\deg(D)\in \mathbb {Z} \cup \{-\infty \}} est indépendante du représentant {\displaystyle {\tfrac {N}{D}}} choisi pour {\displaystyle F}.
On définit alors {\displaystyle \deg(F)=\deg(N)-\deg(D)}, noté {\displaystyle \deg(F)} ou {\displaystyle d^{\circ }(F)}.

### Propriétés du degré
- {\displaystyle \forall (P,Q)\in (A(X))^{2},\deg(P+Q)\leq \sup\{\deg(P),\deg(Q)\}}
- Si {\displaystyle A} est intègre, {\displaystyle \forall (P,Q)\in (A(X))^{2},\deg(PQ)=\deg(P)+\deg(Q)}

## Degré en théorie des graphes
En théorie des graphes, le degré d'un sommet est le nombre d'arêtes issues de ce sommet.
On parle aussi du degré minimal d'un graphe et de son degré maximal. Quand le graphe est régulier, on peut parler du degré du graphe.

## Degré en topologie
Le degré d'une application continue entre variétés de même dimension est une généralisation de la notion d'enroulement d'un cercle sur lui-même. C'est un invariant homologique à valeurs entières positives.

## Degré en géométrie
En géométrie, le degré est une unité d'angle définit comme {\displaystyle 1\deg ={\frac {1}{360}}} d'un tour. C'est une unité utilisé pour caractériser les rotations et les angles entre les objets. Il est lié aux autres unités d'angle comme le radian, stéradian ou encore la minute et seconde.